# Gianluca Medas
Gianluca Medas (Cagliari, 17 marzo 1962) è un regista, scrittore e attore italiano.

## Biografia
Figlio di Mario Medas e con lui fondatore della compagnia "Figli d'arte Medas", la più antica famiglia d'arte sarda, Gianluca Medas, dal 1985, tiene in vita, anche innovando in temi e in mezzi. Di particolare importanza è il progetto Paddori, l'ipotesi di una maschera sarda tradizionale, che coinvolge, tra gli altri, anche Fabio Mangolini, docente di Commedia dell'Arte all'Accademia di Recitazione di Madrid, e Donato Sartori, del Centro Internazionale delle Maschere.
Tra le manifestazioni da lui organizzate, la rassegna Famiglie d'Arte, con l'intento di valorizzare la tradizione popolare, e il Festival della Storia. Dal 1989 si dedica ai Contos, narrazioni su canovaccio, con più di un migliaio di repliche. In particolare, dal 1999, ogni anno, nel cortile del Comune di Cagliari, durante la festa di Sant'Efisio mette in scena la narrazione Su Contu de Sant'Efis.
Dal 1998 collabora con la Fondazione Dessì per la realizzazione di spettacoli tratti dalle opere dello scrittore villacidrese Giuseppe Dessì.  Nel 1999 ha curato un intervento artistico-letterario alla premiazione del "Premio Nazionale Alghero Donna di Letteratura e Giornalismo". Diverse le collaborazioni e i progetti nel mondo della televisione, del cinema e dell'editoria, tra cui quelle con Danilo Dolci, Otello Sarzi, Enzo Favata, Bepi Vigna, Donato Sartori, Ferruccio Soleri, Giovanni Muriello, Giulio Angioni, Elio e Le Storie Tese e i Fratelli Mancuso.
Come attore cinematografico ha partecipato al film Per Sofia (2010), di Ilaria Paganelli. È nel cast di Caccia Grossa di Palma, Nois totus di D’Onofrio, Disamistade di Gianfranco Cabiddu (candidato al David di Donatello), Il Figlio di Bakunin sempre di Cabiddu (in concorso alla Mostra del cinema di Venezia), Atto di Dolore  di Jo Bastardi, Per Sofia di Ilaria Paganelli, Risvegli di Maurizio Usai, L’Alias di Roberto Priamo Sechi, e la miniserie tv targata Rai Uno Frontiere di Bernini con Fabrizio Gifuni, Lo stato delle Anime di Peter Marcias , Il Cinenm di Romano Usai.
Per le sceneggiature e regie, si occupa della regia del documentario Il Rumore del buio (Premio speciale al festival di Villa di Chiesa di Iglesias, e in concorso al festival di Terni), i corti animati L’ultimo Mamuthones (che ottiene un grande successo web grazie al magazine di cinema Cinecittà News) e Lianora  finalista al  Giffoni film festival (2020). Angeli e il documentario Viajantes., Emilio Lussu prodotto da Zena Film con il contributo della Regione Sardegna, che vede tra gli altri la partecipazione di Enrico Lo Verso. Battor Moros docufilm alla rai , Sa Vida Docufilm alla Rai, Battor Maoros sceneggiato per l'emittente Videolina.
Gli spettacoli teatrali sono un altro fronte di espressione artistica: tra i più importanti degli ultimi anni Fisici storie sulla bomba atomica, Processo ad Emilio Lussu, Angeli, Godot2.0, Canale 16 (dedicato alla tragedia del Moby Prince), Il Caso Manuella (dedicato all'irrisolta scomparsa dell'avvocato Cagliaritano), La Storia Di Simon Mossa. Pagina Bianca (la storia di Feltrinelli), Mammai Manna spettacolo cantato. Tutti gli spettacoli tratti dai romanzi di Giuseppe Dessì sricritti in lingua sarda in collaborazione della Fondazione Dessì Il Disertore, Paese d’ombre, i Passeri, Eleonora d’Arborea, Michele Boschino, San Silvano. Nel 2000 direttore artistico de sa die de sa Sardegna con lo spettacolo Eleonora d’arborea di Giuseppe Dessi’. Dal 82 la narrazione di tutta la storia della Sardegna di ogni tempo. Nel Febbraio del 2019 lo spettacolo di danza Gurdones-Mammai Manna , ha debuttato in Tunisia, poi in tournée in Russia, Libano, Singapore e Malesia.  Quattro  narrazioni dedicate alla nascita dei partiti di massa, Battor Moros 2021 Ecce Homo 2021

## Filmografia
- Per Sofia, (di Ilaria Paganelli), con Emma Medas e Gianluca Medas.
- Risvegli, (di Maurizio Usai), con Mario Medas, Gianluca Medas, Filippo Medas, Gloria Medas.
- Il figlio di Bakunin, regia di Gianfranco Cabiddu.

## Scritture teatrali
- Il Bandito Tolu
- Sant'Ignazio da Laconi
- Su Contu De Emilio Lussu
- La Leggenda della sella del diavolo
- sa Paristoria de Issu e Issa
- Eu suprimusonnendi
- Su Contu De Sant'Efis
- Sa Die (storia di storie)
- Passio Cristi
- Sant'Agostino
- Eulania
- Storia della Musica
- 4 maggio 1871
- Su Contu De Nostra Signora de Bonaria
- La ragazza sull'albero
- Agostino
- La lunga notte
- Mungerru
- La cantata; 4 settembre 1904.

## Romanzi
- LA FRAZIONE DEL MORO (Ed. Condaghes – Il trenino Verde), 2 edizioni, Finalista premio Olzai;
- BUE MULIAKE racconto in 12 puntate per l'Obbiettivo;
- SARDEGNA DEI SORTILEGI (Ed. Newton Compton), coautore con Franco Fresi, Franco Ennas, Natalino Piras (per diversi mesi in testa alle classifiche di vendita in Sardegna);
- FLAMINGO (Ed. Condaghes – Il trenino Verde);
- LA PICCOLA STORIA DEL PARCO (Ed. Condaghes – Il trenino Verde);
- L'AGENDA ALPINA. RACCONTI DI MONTAGNA

| Controllo di autorità | VIAF (EN) 233477761 · ISNI (EN) 0000 0004 1978 7026 · SBN CAGV021657 |